# Skate America de 2007
O Skate America de 2007 foi a vigésima sexta edição do Skate America, um evento anual de patinação artística no gelo organizado pela United States Figure Skating Association, e que fez parte do Grand Prix de 2007–08. A competição foi disputada entre os dias 26 de outubro e 28 de outubro, na cidade de Reading, Pensilvânia, Estados Unidos.

## Eventos
- Individual masculino
- Individual feminino
- Duplas
- Dança no gelo

## Medalhistas
| Evento                        | Ouro                                             | Prata                                       | Bronze                                    |
| Individual masculino detalhes | Daisuke Takahashi · Japão                        | Evan Lysacek · Estados Unidos               | Patrick Chan · Canadá                     |
| Individual feminino detalhes  | Kimmie Meissner · Estados Unidos                 | Miki Ando · Japão                           | Caroline Zhang · Estados Unidos           |
| Duplas detalhes               | Jessica Dubé · Bryce Davison · Canadá            | Pang Qing · Tong Jian · China               | Vera Bazarova · Yuri Larionov · Rússia    |
| Dança no gelo detalhes        | Tanith Belbin · Benjamin Agosto · Estados Unidos | Nathalie Péchalat · Fabian Bourzat · França | Federica Faiella · Massimo Scali · Itália |

## Resultados

### Individual masculino
| Pos.              | Nome                 | Nacionalidade  | Pontos | PC         | PL         |
| ----------------- | -------------------- | -------------- | ------ | ---------- | ---------- |
| Medalha de ouro   | Daisuke Takahashi    | Japão          | 228.97 | 80.04 (1)  | 148.93 (2) |
| Medalha de prata  | Evan Lysacek         | Estados Unidos | 220.08 | 67.70 (2)  | 152.38 (1) |
| Medalha de bronze | Patrick Chan         | Canadá         | 213.33 | 67.47 (3)  | 145.86 (3) |
| 4                 | Stephen Carriere     | Estados Unidos | 196.33 | 66.85 (6)  | 129.48 (4) |
| 5                 | Alban Préaubert      | França         | 194.40 | 67.05 (4)  | 127.35 (5) |
| 6                 | Ryan Bradley         | Estados Unidos | 181.66 | 58.69 (8)  | 122.97 (6) |
| 7                 | Andrei Lutai         | Rússia         | 180.88 | 66.91 (5)  | 113.97 (8) |
| 8                 | Takahiko Kozuka      | Japão          | 177.47 | 56.25 (10) | 121.22 (7) |
| 9                 | Kevin Reynolds       | Canadá         | 169.12 | 59.25 (7)  | 109.87 (9) |
| 10                | Yasuharu Nanri       | Japão          | 153.99 | 57.84 (9)  | 96.15 (12) |
| 11                | Kristoffer Berntsson | Suécia         | 152.52 | 54.15 (11) | 98.37 (10) |
| 12                | Karel Zelenka        | Itália         | 144.51 | 46.14 (12) | 98.37 (11) |

### Individual feminino
| Pos.              | Nome                 | Nacionalidade  | Pontos | PC         | PL         |
| ----------------- | -------------------- | -------------- | ------ | ---------- | ---------- |
| Medalha de ouro   | Kimmie Meissner      | Estados Unidos | 163.23 | 59.24 (1)  | 103.99 (2) |
| Medalha de prata  | Miki Ando            | Japão          | 161.89 | 56.58 (2)  | 105.31 (1) |
| Medalha de bronze | Caroline Zhang       | Estados Unidos | 153.35 | 56.48 (3)  | 96.87 (3)  |
| 4                 | Emily Hughes         | Estados Unidos | 140.50 | 47.66 (4)  | 92.84 (5)  |
| 5                 | Mira Leung           | Canadá         | 139.14 | 46.04 (6)  | 93.10 (4)  |
| 6                 | Elene Gedevanishvili | Geórgia        | 126.06 | 38.30 (11) | 87.76 (6)  |
| 7                 | Alexandra Ievleva    | Rússia         | 124.84 | 44.78 (8)  | 80.06 (7)  |
| 8                 | Mai Asada            | Japão          | 120.49 | 46.82 (5)  | 73.67 (9)  |
| 9                 | Tuğba Karademir      | Turquia        | 119.26 | 41.58 (10) | 77.68 (8)  |
| 10                | Valentina Marchei    | Itália         | 116.44 | 44.64 (9)  | 71.80 (10) |
| 11                | Xu Binshu            | China          | 112.46 | 45.16 (7)  | 67.30 (11) |

### Duplas
| Pos.              | Nome                              | Nacionalidade  | Pontos | PC        | PL         |
| ----------------- | --------------------------------- | -------------- | ------ | --------- | ---------- |
| Medalha de ouro   | Jessica Dubé / Bryce Davison      | Canadá         | 173.26 | 60.80 (1) | 112.46 (1) |
| Medalha de prata  | Pang Qing / Tong Jian             | China          | 165.19 | 60.32 (2) | 104.87 (2) |
| Medalha de bronze | Vera Bazarova / Yuri Larionov     | Rússia         | 159.58 | 56.76 (3) | 102.82 (3) |
| 4                 | Amanda Evora / Mark Ladwig        | Estados Unidos | 140.40 | 46.18 (4) | 94.22 (4)  |
| 5                 | Meeran Trombley / Laureano Ibarra | Estados Unidos | 132.42 | 45.48 (5) | 86.94 (5)  |
| 6                 | Laura Magitteri / Ondřej Hotárek  | Itália         | 114.66 | 38.76 (7) | 75.90 (6)  |
| 7                 | Stacey Kemp / David King          | Reino Unido    | 109.27 | 44.74 (6) | 64.53 (7)  |

### Dança no gelo
| Pos.              | Nome                                | Nacionalidade  | Pontos | DC         | DO         | DL         |
| ----------------- | ----------------------------------- | -------------- | ------ | ---------- | ---------- | ---------- |
| Medalha de ouro   | Tanith Belbin / Benjamin Agosto     | Estados Unidos | 192.95 | 36.03 (1)  | 59.24 (1)  | 97.68 (1)  |
| Medalha de prata  | Nathalie Péchalat / Fabian Bourzat  | França         | 181.84 | 34.56 (2)  | 56.95 (2)  | 90.33 (2)  |
| Medalha de bronze | Federica Faiella / Massimo Scali    | Itália         | 172.28 | 31.43 (3)  | 54.56 (3)  | 86.29 (3)  |
| 4                 | Meryl Davis / Charlie White         | Estados Unidos | 168.79 | 30.16 (5)  | 52.84 (4)  | 85.79 (4)  |
| 5                 | Kristin Fraser / Igor Lukanin       | Azerbaijão     | 167.80 | 31.19 (4)  | 51.23 (5)  | 85.38 (5)  |
| 6                 | Kimberly Navarro / Brent Bommentre  | Estados Unidos | 159.93 | 27.90 (6)  | 51.13 (6)  | 80.90 (6)  |
| 7                 | Alexandra Zaretski / Roman Zaretski | Israel         | 157.85 | 27.80 (7)  | 51.12 (7)  | 78.93 (8)  |
| 8                 | Ekaterina Rubleva / Ivan Shefer     | Rússia         | 151.58 | 26.95 (8)  | 45.46 (8)  | 79.17 (7)  |
| 9                 | Cathy Reed / Chris Reed             | Japão          | 142.63 | 26.47 (9)  | 43.79 (9)  | 72.37 (9)  |
| 10                | Yu Xiaoyang / Wang Chen             | China          | 135.29 | 22.14 (10) | 43.19 (10) | 69.96 (10) |

## Quadro de medalhas
| Ordem | País           | Medalha de ouro | Medalha de prata | Medalha de bronze |    | Ordem por total |
| ----- | -------------- | --------------- | ---------------- | ----------------- | -- | --------------- |
| 1     | Estados Unidos | 2               | 1                | 1                 | 4  | 1               |
| 2     | Japão          | 1               | 1                |                   | 2  | 2               |
| 3     | Canadá         | 1               |                  | 1                 | 2  | 2               |
| 4     | China          |                 | 1                |                   | 1  | 4               |
| 4     | França         |                 | 1                |                   | 1  | 4               |
| 6     | Itália         |                 |                  | 1                 | 1  | 4               |
| 6     | Rússia         |                 |                  | 1                 | 1  | 4               |
| TOTAL | TOTAL          | 4               | 4                | 4                 | 12 | —               |